# Фран, Кэрол
Кэрол Фран (англ. Carol Fran, урождённая Кэрол Огэстус Энтони (англ.  Carol Augustus Anthony); 23 октября 1933, Лафейетт, Луизиана, США — 1 сентября 2021, Лафейетт, Луизиана, США — американская блюзовая певица, пианистка, автор песен. Номинант Blues Music Awards в номинациях «Исполнительница блюза» (1995), «Исполнительница соул-блюза» (1995), «Исполнительница традиционного блюза» (2001) .

## Биография
Кэрол Огэстус Энтони родилась в Лафейетте, Луизиана в 1933 году. Родной язык певицы — креольский, и впоследствии она исполняла песни как на английском, так и на креольском языках. В возрасте 15 лет она ушла из дома, начав свою карьеру певицы джамп-блюза в группе Society Cats  луизианского саксофониста Джо Латчера, затем продолжила её с Доном Конвеем. Вскоре она переехала в Новый Орлеан. Там она вышла замуж за саксофониста Боба Франсуа, с которым впоследствии развелась, но сохранила сокращённый вариант фамилии в качестве псевдонима. Выступала с середины 1950-х в клубах Нового Орлеана, а также предприняла тур по Мексике. Работала в частности с Джимми Ридом и Рэем Чарльзом.
В 1957 году записала дебютный сингл «Emmitt Lee», выпущенный Excello Records. Затем последовало ещё три сингла, но они не имели особого успеха. Фран присоединилась к группе Гитар Слима, а после его смерти в 1959 году некоторое время руководила его группой, а затем она пела вместе с Наппи Брауном , Ли Дорси и Джо Тексом.  В 1962 году Lyric Records предложила певице контракт на запись и в первой половине 1960-х она выпустила ещё несколько синглов, которые снова не имели успеха, и Кэрол Фран вернулась к концертной деятельности. В 1967 году Roulette Records выпустила сингл «So Close», но он снова не вывел певицу на новый уровень, и она продолжала выступать в клубах Луизианы.
В 1982 году Кэрол Фран встретила сессионного гитариста Кларенса Холлимона, и через год они поженились и переехали в Техас. После их совместного выступления на концерте, Black Top Records предложила певице контракт и в 1992 году выпустила дебютный альбом певицы 1992 года (или точнее альбом дуэта с мужем) Soul Sensation. За ним последовали ещё три альбома дуэта. В 1993 году Фран записалась на альбоме Гитар Шорти Topsy Turvy. В 1995 году певица номинировалась на Blues Music Award в двух номинациях как лучшая исполнительница блюза вообше и как исполнительница соул-блюза в частности. Также вместе с мужем они также преподавали блюз студентам в рамках программ Texas Folklife Resources.
После смерти мужа в 2000 году, Кэрол Фран вернулась в Лафейетт и выпустила в 2002 году сольный альбом. Следующий её альбом последовал лишь через 18 лет: в 2020 году Кэрол Фрэн выпустила альбом под названием All Of My Life: The Saint Agnes Sessions. В 2007 году певица перенесла инсульт, но всего через семь месяцев она вернулась на сцену на престижном New Orleans Jazz and Heritage Festival 2008 года .
В 2013 году получила награду National Heritage Fellowship, присуждаемую Национальным фондом искусств США, высшую награду, присуждаемую правительством США за заслуги в области народного искусства.  В 2006 году она получила премию Louisiana Governors Arts Awards как «Фолк-исполнитель года», в 2008 году  премию Lafayette City-Parish Council Distinguished Citizen Award, а также премию Outstanding Jazz Vocalist Award, отмечающую вклад женщин в рамках месяца афроамериканской истории. В 2012 году она получила премию Slim Harpo Blues Award в номинации «Легенда года» .
Кэрол Фран умерла от осложнений, вызванных COVID-19 , в медицинском центре Ochsner Lafayette General в Лафайете, штат Луизиана, 1 сентября 2021 года в возрасте 87 лет.

## Дискография
| Год  | Название                                      | Лейбл                      |
| ---- | --------------------------------------------- | -------------------------- |
| 1992 | Soul Sensation                                | Black Top                  |
| 1994 | See There!                                    | Black Top                  |
| 1995 | Women in (E)motion                            | Tradition & Moderne        |
| 2000 | It's About Time                               | JSP Records                |
| 2002 | Fran-tastic                                   | Sound of New Orleans       |
| 2020 | All Of My Life: The Saint Agnes Sessions [LP] | Jazz Foundation of America |